# Romeo Acop
Romeo M. Acop ist ein ehemaliger General der Philippinischen nationalen Polizei (Philippine National Police, PNP) und Politiker der Liberal Party, der seit 2010 Mitglied des Repräsentantenhauses ist.

## Leben
Acop absolvierte nach dem Schulbesuch 1965 mit Unterstützung durch ein Stipendium ein Studium der Ingenieurwissenschaften an der Saint Louis University (SLU) und begann nach seiner Rückkehr eine militärische Ausbildung an der Philippine Military Academy (PMA) in Baguio City, die er 1970 mit einem Bachelor of Science (B.Sc.) und Achtbester seines Jahrgangs abschloss. Zu seinen Jahrgangskameraden gehörte Hermogenes Ebdane Jr., der später unter anderem Minister für öffentliche Arbeiten und Autobahnen sowie Verteidigungsminister im Kabinett von Präsidentin Gloria Macapagal-Arroyo war.
Nach Abschluss seiner militärischen Ausbildung wurde Acop Offizier bei der Philippine Constabulary (PC), die als Vorläuferin der heutigen Nationalen Polizei PNP (Philippine National Police) damals zu den Streitkräften gehörte. Zunächst diente er als Zugführer (Junior Officer) und danach als stellvertretender Kompaniechef (Executive Officer) in der 222nd PC Company in Antipolo City, ehe er Kompaniechef (Company Commander) der in Taytay stationierten 221st PC Campany wurde. Danach wurde er Nachrichtendienst- und Operationsoffizier im Polizeikommando der Provinz Rizal (Rizal Constabulary Command) in Taytay sowie anschließend Kommandeur des Polizeikommandos der Provinzen Ilocos Norte, Benguet und Agusan del Norte. In dieser Zeit absolvierte er ein Studium der Rechtswissenschaften sowie der Literaturwissenschaften an der José Rizal University, das er 1986 mit einem Bachelor of Laws (LL.B.) sowie einem Bachelor of Literature „cum laude“ abschloss. Am 30. Mai 1987 seine anwaltliche Zulassung (Philippine Bar).
Nachdem Acop 1989 ein Studium im Fach Nationale Sicherheit am National Defense College of the Philippines mit einem Master in National Security Administration als Jahrgangsbester abgeschlossen hatte, wechselte in das Camp General Rafael T. Crame, das Hauptquartier der philippinischen Polizei, und war dort anfangs Sekretär des Führungsstabes. Daraufhin war er Leiter der Gruppe Kriminalitätsermittlung und Kriminalistik von Metro Manila, die Hauptstadtregion NCR (National Capital Region), sowie anschließend Generalinspekteur der PNP. Nach einer Verwendung als Direktor der Gruppe Kriminalitätsermittlung und Kriminalistik CIDG (Criminal Investigation and Detection Group) der PNP war er zuletzt Direktor der Kontrollabteilung der PNP im Hauptquartier Camp Crame, ehe er in den Ruhestand ging.
Bei der Wahl zum Repräsentantenhaus der Philippinen 2010 wurde Acop als Parteiloser im Wahlbezirk Antipolo City 2nd District erstmals zum Mitglied des Repräsentantenhauses gewählt. Er wurde damit Nachfolger von Angelito Gatlabayan. Dabei konnte er sich mit 32.281 Stimmen (31,4 Prozent) gegen den Kandidaten der Liberal Party, Lorenzo Sumulong III, der 24.907 Stimmen (24,2 Prozent) erhielt, und den Drittplatzierten, den Parteilosen Jestoni Alarcon, durchsetzen, auf den 20.159 Wählerstimmen (19,6 Prozent) entfielen.
Acop trat bei der darauf folgenden Wahl zum Repräsentantenhaus der Philippinen 2013 selbst für die Liberal Party an und setzte sich mit 64.798 Stimmen (56,4 Prozent) deutlich gegen Lorenzo Sumulong III durch, der diesmal für die Partido Demokratiko Pilipino-Lakas ng Bayan (PDP–Laban) antrat und 38.773 Stimmen (33,7 Prozent) erhielt. In der von 2013 bis 2016 dauernden 16. Legislaturperiode war er Vorsitzender des Parlamentsausschusses für die Reorganisation der Regierung (House Committee for Government Reorganization). Dieser ist zuständig für alle Angelegenheiten, die sich unmittelbar oder grundsätzlich mit der Reorganisation der Regierung oder ihren untergeordneten Organisationen, Ministerien und Instrumenten befasst, mit Ausnahme staatseigener oder staatlich überwachten Gesellschaften. Daneben befasst sich der Ausschuss mit der Schaffung, Abschaffung und Änderungen der grundsätzlichen Funktionen oder der Natur jedes Ministeriums, Agentur, Kommission oder Behörde der Regierung.